# Tâlvești, Gorj
Tâlvești este un sat în comuna Drăguțești din județul Gorj, Oltenia, România.